# Gabriel Delmotte
Gabriel Delmotte (Masnières, 5 febbraio 1876 – Masnières, 10 marzo 1950) è stato un ingegnere, politico e imprenditore francese appassionato di astronomia.

## Biografia
Delmotte, nato a Masnières nel nord della Francia nel 1876, fu imprenditore nella sua città di nascita dove possedeva un mangimificio che venne distrutto dagli eventi bellici nel corso della I guerra mondiale e politico essendo stato sindaco di Masnières fino al 1940 e membro del Parlamento francese dal 1928 al 1932. Appassionato di astronomia sin da giovane realizzò personalmente i telescopi con cui si dedicò alla ricerca selenografica. Collaborò con diversi astronomi tra cui  Félix Chemla Lamèch e Maurice Darney
Fu autore di diverse pubblicazioni tra cui nel 1923 il volume Recherches sélénographiques et nouvelle théorie des cirques lunaires.

## Riconoscimenti
Gabriel Delmotte fu membro della Société Astronomique de France.
A Gabriel Delmotte la UAI ha intitolato il cratere lunare Delmotte 